# 清宮質文
清宮 質文（せいみや なおぶみ、1917年〈大正6年〉6月26日 - 1991年〈平成3年〉5月11日）は、日本の木版画家。父は版画家・清宮彬（ひとし）。ガラス絵、モノタイプ、水彩画技法など、数多くの作品を残した。

## 来歴
1917年（大正6年）東京府豊多摩郡内藤新宿北裏町（現：東京都新宿区）に生まれる。
1935年（昭和10年）麻布中学校卒業。1937年（昭和12年）東京美術学校（現：東京芸術大学美術学部）油画科に入学。藤島武二に師事し、4年からは田辺至の指導を受ける。1942年（昭和17年）、東京美術学校を卒業。同年6月、長野県上田中学校の美術教師となるも、翌年3月に辞職した。
1944年（昭和19年）慶應義塾工業学校の美術教師となるが、同年中に応召される。1945年（昭和20年）、慶應義塾工業学校に復職するが、1949年に辞職して商業デザインに従事する。1954年（昭和29年）、春陽会第31回展（東京美術館）に『巫女』を初出品、初入選する。岡鹿之助の激励を受ける。以降、1974年の第51回展まで毎回出品する。
1959年（昭和34年）松井亮子と結婚。1960年（昭和35年）自身初の個展、清宮質文木版画展が東京の南天子画廊で開催される。『キリコ』『はるかなるもの』『火を運ぶ女』など20点余りを出品する。これ以降、南天子画廊が主たる作品発表の場となった。1974年（昭和49年）春陽会第51回展（東京美術館）に『告別』を出品。これが春陽会展における最後の出品となり、1977年（昭和52年）に同会を退会してからは無所属で活動した。
1991年（平成3年）心筋梗塞のため、西荻窪の山中病院で死去。

## 画風
清宮は作品ごとに、色や摺りを変えている。洋画家の脇田和は「清宮さんの作品は普通の版画とはちがう。筆のかわりに版を使って1枚ずつ描く絵なんだ」と述べた。清宮自身は、「外の限界を拡げることは不可能ですが、内面の世界を拡げることは無限に可能です」「多くの職業分類の中から一番抵抗のないものを選ぶとすればそれは『詩人』ということになる」「私は自分を詩人だと思っている」「表現形式に『絵』という方法をとっている詩人である」といった言葉を残している。
また、清宮は水彩画とガラス絵の作品も制作した。水彩については、「画材というものは音楽でいえば楽器に相当するものでしょう。私にとっての水彩とは、なにかヴァイオリンという感じがします。ヴァイオリンにあった作曲をし、それを充分に鳴らし切ることができたら満足ですが、それはなかなかむずかしいことです」と述べている（『別冊美術手帖』第1号、1982年）。

## 代表作品
- 「巫女」1954年（昭和29年）
- 「葦」1958年（昭和33年） - 春陽会第31回展に初出品し、初入選。
- 「火を運ぶ女」1957年（昭和32年）
- 「キリコ」1959年（昭和34年）
- 「はるかなるもの」1960年（昭和35年） - 清宮質文木版画展に出品。
- 「小さな炎」1969年（昭和44年）
- 「一つの燈」1970年（昭和45年） - 火と炎の絵画展（神奈川県近代美術館）に出品。
- 「告別」1974年（昭和49年） - 春陽会展に出品した最後の作品。

このほか、「ながれ」「葬送の花火」「蝶」「ふるさのうた」「幼きもの」「在る空間-蝶」「暗きより暗きへ」「泳ぐ人」「初秋の風」などの作品がある。